# 魔法少女チキチキ
『魔法少女チキチキ』（まほうしょうじょチキチキ）は、小池定路による日本の漫画作品。

## 概要
当初はビブロスのゲーム雑誌『Colorful PUREGIRL』で2003年1月号から10月号まで「魔法少女町内に現わる」として毎号フルカラー・2ページで連載されていた。「魔法少女町内に現わる」は現在、作者の公式サイトで全編が公開されている（第11話のみ描き下ろし）。
その後「魔法少女チキチキ」へ改題し、ジャイブ『月刊コミックラッシュ』で2007年10月号から2011年5月号まで連載された。「チキチキ」は「町内に現わる」と主な登場人物や基本設定は同一であるが、ストーリー上は繋がっていないリメイク作品となっている。ジャイブ版の単行本は1巻で中断しており、竹書房から描き下ろしを加えて新装版上下巻として刊行されている。

## 登場人物
- チキチキ
- 相沢良行

## 書籍情報
- 小池定路『魔法少女チキチキ』 ジャイブ〈CR COMICS DX〉
  1. （2009年11月7日発売[3]）、ISBN 978-4-86176-728-9
- 小池定路『魔法少女チキチキ 新装版』 竹書房〈バンブーコミックス〉
上巻 2013年3月30日初版発行（2013年3月16日発売[4]）、ISBN 978-4-8124-8143-1
下巻 2013年4月29日初版発行（2013年4月15日発売[5]）、ISBN 978-4-8124-8150-9